# Villa Savoye
La Villa Savoye és una residència del moviment modern a Poissy, als afores de París, França. Va ser dissenyat pels arquitectes francosuïssos Le Corbusier i el seu cosí Pierre Jeanneret i construït entre 1928 i 1931 amb una estructura de formigó armat. L'edifici també fou anomenat Les Heures Claires «Les Hores Clares».
Com a exemple dels "cinc punts" de Le Corbusier per a les noves construccions, la vil·la és representativa dels orígens de l'arquitectura moderna i és un dels exemples més reconeixibles i reconeguts de l'estil Internacional.
La casa va ser construïda originalment com a residència de repòs per a la família Savoye. Després de ser comprada per l'escola veïna, va passar a ser propietat de l'estat francès el 1958. Després de sobreviure a diverses propostes per enderrocar-lo, va passar a ser monument històric oficial francès el 1965 (un fet rar, ja que Le Corbusier encara vivia en aquell moment). Va ser completament renovada entre 1985 i 1997 i la casa reformada està oberta als visitants durant tot l'any sota la cura del Centre des monuments nationaux.
Al juliol de 2016, la casa i diverses altres obres de Le Corbusier es van registrar com a Patrimoni de la Humanitat per la UNESCO.

## Context
A finals dels anys vint, Le Corbusier ja era un arquitecte de renom internacional. El seu llibre Vers une Architecture havia estat traduït a diversos idiomes, el seu treball amb el Centrosoiuz a Moscou l'havia relacionat amb l'avantguarda russa i els seus problemes amb la Societat de les Nacions havien estat àmpliament difosos. També va ser un dels primers membres del Congrès Internacional d'Architecture Moderne (CIAM) i es va convertir en un dels grans de l'arquitectura moderna.
Les viles dissenyades per Le Corbusier a principis dels anys vint mostraven el que ell anomenava la "precisió" de l'arquitectura, on cada element del disseny havia de ser justificat en termes de disseny i d'urbanisme. La seva obra de finals de la dècada, incloent-hi els dissenys urbans per a Alger, va començar a tenir una forma més lliure.

## Història
Pierre i Eugénie Savoye es van dirigir a Le Corbusier per plantejar la construcció d'una casa rural a Poissy la primavera de 1928. El lloc era un camp verd en un terreny boscós, amb una magnífica vista del paisatge al nord-oest que coincidia amb l'aproximació a la parcel·la al llarg de la carretera. A excepció d'un petit esborrany elaborat per Emile per a una casa d'estiu, l'espai per als cotxes, un dormitori addicional i la casa d'un cuidador, Le Corbusier va tenir tota la llibertat a l'hora d'executar l'obra. Va començar a treballar en el projecte el setembre de 1928. Va poder dur a terme els seus plans inicials, tot i que entre la tardor de 1928 i la primavera de 1929 va elaborar un conjunt de dissenys alternatius perquè la parella de Savoye volia abaratir el cost. La solució eventual del problema de cost va ser reduir el volum de l'edifici traslladant el dormitori principal fins a la primera planta i reduint l'espai de la reixa de 5 a 4,75 metres.

## Construcció
El mes de febrer de 1929 es va estimar el cost en mig milió de francs, tot i que això no tenia en compte elements de paisatgisme, que van costar gairebé el doble del pressupost original. El projecte es va licitar al febrer i es van adjudicar contractes el març de 1929. Els canvis realitzats en el disseny durant la construcció del projecte, que van incloure una modificació de l'alçada i l'eliminació i la reincorporació de l'allotjament del xofer, van provocar que els costos augmentessin fins uns 900.000 francs aproximadament. Quan es va iniciar la construcció del projecte, no s'havia fet cap treball de disseny de la llotja, i el disseny final només es va presentar al client el juny de 1929. El disseny era per a un allotjament doble, però es va reduir a un únic allotjament per raons de cost. Tot i que la construcció de tota la casa es va acabar en un any, no va ser habitable fins al 1931.

## Disseny
La Villa Savoye, que és probablement l'edifici més conegut de Le Corbusier des dels anys trenta, va tenir una enorme influència en el modernisme internacional. El seu disseny encarnava els seus emblemàtics "Cinc Punts", els fonaments bàsics en la seva nova estètica arquitectònica:
1. Suport de pilotis o grans columnes de formigó per elevar l'edifici del terra i permetre ampliar el jardí sota la casa.
2. Un sostre funcional que serveix de jardí i terrassa, on la natura ocupa el terreny ocupat per l'edifici.
3. Planta lliure de murs de càrrega per possibilitar col·locar parets lliurement i només allà on es necessiti estèticament.
4. Finestres llargues horitzontals per una millor il·luminació i ventilació.
5. Façanes de disseny lliure només són la pell de la paret i les finestres i no estan limitades per consideracions de càrrega.

A diferència de les seves vil·les anteriors, Le Corbusier va poder dissenyar amb cura les quatre cares de la Vila Savoye de manera que tinguessin en compte la vista i l'orientació del sol. A la planta baixa va col·locar el rebedor principal, la rampa i les escales, el garatge i les habitacions del xofer i la criada. El primer pis contenia el dormitori principal, el dormitori del fill, el dormitori de convidats, la cuina, el saló i les terrasses exteriors. El saló estava orientat al sud-est, mentre que la terrassa es trobava a l'est. El dormitori del fill donava al nord-oest, i la cuina i la terrassa de servei, al sud-oest. Al nivell del segon pis hi havia una sèrie d'espais que formaven un solàrium.
Els plànols es van plantejar mitjançant les principals relacions de la secció àurea: en aquest cas, un quadrat dividit en setze parts iguals, estès per dos costats per incorporar les façanes projectants, i després es va dividir per tal de fixar la posició de la rampa i la entrada.
Al seu llibre Vers une Architecture, Corbusier exclamava "El cotxe de motor és un objecte amb una funció senzilla (viatjar) i objectius complicats (comoditat, resistència, aparença)...". La casa, dissenyada com a segona residència i situada fora de París, estava dissenyada tenint en compte el cotxe. La sensació de mobilitat que el cotxe conferia es va traduir en una sensació de moviment que és integral de l'edifici. L'acostament a la casa es feia amb cotxe, passant per davant de la llotja del cuidador i, finalment, sota l'edifici mateix. Fins i tot l'arc corbat del vidre industrial de l'entrada de la planta baixa estava determinat pel cercle de gir d'un cotxe. Després que el xofer hagués abandonat els ocupants principals, el cotxe procedia per la corba per aparcar-se al garatge. Mentrestant, els arribats entraven transversalment a la casa a la sala principal mitjançant un pòrtic de columnes flanquejades.
Les quatre columnes del rebedor aparentment dirigeixen el visitant a la rampa. Aquesta rampa, que es pot veure des de gairebé qualsevol part de la casa, continua fins a la sala d'estar i el saló del primer pis abans de continuar externament des de la terrassa del terrat del primer pis fins al solàrium del segon pis. Al llarg de la seva carrera, Le Corbusier va estar interessat en aportar un sentiment de sacralitat en els usos de l'habitatge, i els seus emplaçaments escollits per la higiene o el menjar eren importants. A la Vila Savoye, l'acte de neteja es representa tant pel lavabo de la sala d'entrada com per la celebració de les propietats saludables del sol al solàrium del terrat.
Les columnes o pilots de Le Corbusier fan diverses funcions a l'entorn de la casa, tant per dins com per fora. A les dues alçades més llargues, estan enfilades amb la cara de la façana i impliquen pesadesa i suport, però en els costats més curts donen un efecte flotant que posa l'èmfasi en la dimensió horitzontal de la casa. La finestra de banda ampla de la terrassa del primer pis té dos pilots per recolzar i endurir la paret de dalt. Tot i que aquests pilots es troben en un pla similar a les columnes més grans que hi ha a continuació, una perspectiva falsa quan es veu des de fora de la casa dona la impressió que es troben més profundament dins de la casa del que en realitat.
La villa Savoye utilitza les finestres de cinta horitzontal que ja havia fet en les seves cases anteriors. A diferència dels seus contemporanis, Le Corbusier va decidir sovint utilitzar finestres de fusta en lloc de les de metall. S'ha suggerit que estava interessat en el vidre per les seves propietats planes, i que la posició de fons del vidre en el marc de fusta va permetre que la façana es veiés com una sèrie de plans paral·lels.

## Història posterior
Els problemes amb els propietaris causats per les sol·licituds de pagament addicional es van agreujar per la necessitat de fer reparacions constants a la nova casa. Cada tardor, els propietaris patien filtracions d'aigua de pluja pel terrat. L'exclusió de cabals i carreus que haurien alterat la seva estètica va fer que les superfícies blanques fossin més susceptibles a l'erosió per l'aigua de pluja. A més, l'edifici també es va veure afectat per esquerdes, ja que el material no estava dissenyat des del punt de vista de la durabilitat estructural. Els propietaris van continuar vivint a la casa fins al 1940, i la van deixar durant la Segona Guerra Mundial. Va ser ocupada dues vegades durant la guerra: primer pels alemanys - quan va ser utilitzada com a botiga de fenc - i després pels nord-americans. En ambdós casos les ocupacions van perjudicar greument l'edifici. Els propietaris originals van tornar després de la guerra, però la casa ja no estava en les mateixes condicions que abans de la guerra, i per això aviat la van abandonar de nou. La vila va ser expropiada per la ciutat de Poissy el 1958, que primer la va utilitzar com a centre públic de joventut i després es va plantejar enderrocar-la per deixar lloc a un complex escolar. Les protestes dels arquitectes i el mateix Le Corbusier per conservar la casa van aconseguir evitar la demolició. El 1963 va començar un primer intent de restauració de l'arquitecte Jean Debuisson, malgrat l'oposició de Le Corbusier. La vila es va afegir al registre francès de monuments històrics el 1965, convertint-se en el primer edifici modern de França designat com a monument històric, i també el primer objecte de restauració mentre el seu arquitecte encara vivia. El 1985, es va dur a terme un exhaustiu procés de restauració finançat per l'Estat liderat per l'arquitecte Jean-Louis Véret. Es va completar el 1997. La restauració va incloure reparacions estructurals i superficials a les façanes i terrasses a causa del deteriorament del formigó; la instal·lació de càmeres d'il·luminació i seguretat; i la restitució d'alguns dels accessoris i accessoris originals.

## Llegat

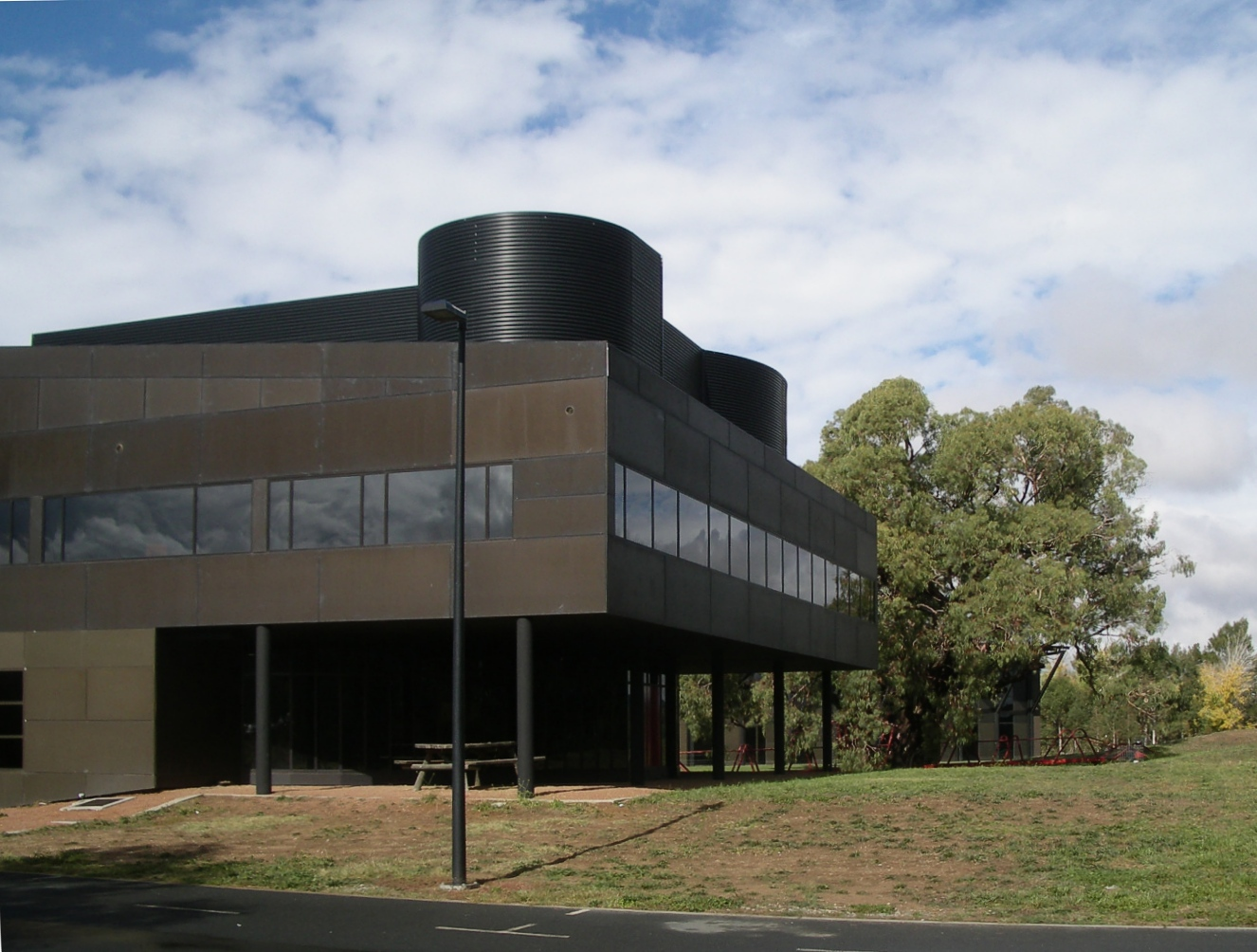
Un edifici inspirat per la Vila Savoye, a Canberra, Austràlia

La Villa Savoye va ser un edifici molt influent durant els anys trenta, i es poden trobar imitacions a tot el món. L'edifici figurava en dos llibres de molta influència de l'època: el llibre de Hitchcock i Johnson The International Style publicat el 1932, i The Modern House de FRS Yorke publicat el 1934, així com el segon volum de la pròpia sèrie de Le Corbusier The Complete Works. En el seu assaig de 1947 The Mathematics of the Ideal Villa, Colin Rowe va comparar la Vila Savoye amb la Vila Capra de Palladio.
La llibertat donada per part dels propietaris a Le Corbusier va donar lloc a una casa que es regia més pels seus cinc principis que per les exigències dels ocupants. Tot i això, va ser la darrera vegada que es van expressar tan completament aquests cinc principis i la casa va marcar el final d'una fase del seu plantejament de disseny, a més de ser l'última d'una sèrie d'edificis dominats pel color blanc.
S'han fet algunes crítiques generals sobre els cinc punts d'arquitectura de Le Corbusier i s'apliquen específicament a la Vila Savoye en termes de:
1. Els pilots solien ser simbòlics més que no pas elements estructurals reals.
2. El sostre funcional va provocar filtracions.

Després de la Villa Savoye, l'experimentació de Le Corbusier amb el surrealisme va informar del seu disseny per als apartaments de Beistegui, però el seu pròxim disseny de vila, per a Mademoiselle Mandrot a prop de Toulon, va encarnar una agenda regionalista i va utilitzar pedra local per al seu acabat.
L'ala oest de l'Institut australià d'Astudis Aborígens i Torres Stret Islander de Canberra, dissenyat per Ashton Raggatt McDougall, és una rèplica gairebé exacta de la Vila Savoye, tret que és negre. Segons Howard Raggat, aquesta referència arquitectònica al passat "una mena d'inversió, una reflexió, però també una mena d'ombra".